# Йегер, Вернер
Вернер Вильгельм Йегер (нем. Werner Wilhelm Jaeger; 30 июля 1888, Лобберих — 19 октября 1961, Кембридж, штат Массачусетс) — немецкий филолог-классик и историк философии, оказал влияние на Мартина Хайдеггера. Противник Эрнста Крика.
Автор фундаментального обобщающего труда «Paideia. Die Formung des griechischen Menschen» («Пайдейя: Воспитание античного грека», 1934).
В 1924—1936 годах профессор в Берлине, с 1939 года — в Гарвардском университете в Кембридже (Массачусетс).

## Сочинения
- Пайдейя. Воспитание античного грека. Т. 1. / Пер. с нем. А. И. Любжина — М. : Греко-латинский кабинет Ю. А. Шичалина, 2001. — 393 с.
- Пайдейя. Воспитание античного грека : (Эпоха великих воспитателей и воспитательных систем) Т. 2. / Пер. с нем. М. Н. Ботвинника — М. : Греко-латинский кабинет Ю. А. Шичалина, 1997. — 334 с.
- Раннее христианство и греческая пайдейя. / Пер. с нем. и вступ. ст. О. В. Алиевой. — М. : Греко-латинский кабинет Ю. А. Шичалина, 2014.
- Теология ранних греческих философов. Гиффордские лекции 1936 года / Пер. с англ. Мерзеневой А. С. — СПб.: Владимир Даль, 2021. — 351 с.
- Греческие идеи бессмертия. Лекция Инджерсолла за 1958 год / Пер. с англ. Колесникова И. Д. // Личность. Культура. Общество. 2021. Т. 23. Вып. 4 (№ 112). — С. 14-24.